# Наваз Шариф
Мијан Мухамед Наваз Шариф (урд. میاں محمد نواز شریف; Лахор, 25. децембар 1949) пакистански је политичар и бизнисмен. Три пута је био изабран за премијера Пакистана, служећи три мандата — први од 1. новембра 1990. године до 18. јула 1993. године, други од 17. фебруара 1997. године до 12. октобра 1999. године и трећи од 5. јуна 2013. године до 28. јула 2017. године. Његова политичка партија се зове Пакистанска муслиманска лига (Н) (Навазова група). Међународној је јавности остао најпознатији по томе што је 1998. године наредио нуклеарне тестове као одговор на индијске нуклеарне тестове, Каргилском рату те драматичном државном удару приликом кога га је с власти свргнуо генерал Первез Мушараф.
На изборима у мају 2013. године његова партија је добила највећи број гласова, што му је омогућило да оформи коалициону владу и демократским путем постане 18. премијер Пакистана.